# Amêijoas à Bulhão Pato

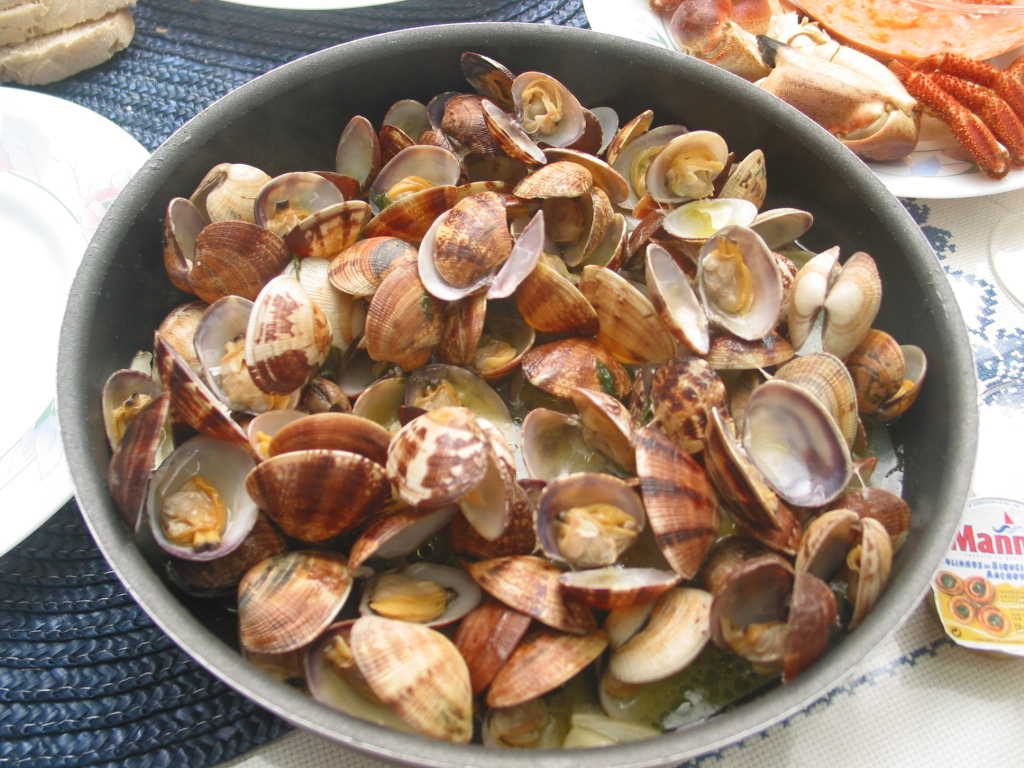
Amêijoas à Bulhão Pato

Amêijoas à Bulhão Pato é um prato típico da culinária portuguesa, com origem na região da Estremadura, provavelmente no concelho de Almada. Alega-se que o nome deste petisco é um tributo ao poeta português Raimundo António de Bulhão Pato após este ter mencionado um cozinheiro nos seus escritos.
É um prato muito comum em marisqueiras e cervejarias, a par com a salada de polvo, salada de ovas e camarão cozido ou frito. O prato é confeccionado com amêijoas, azeite, alho, coentros, sal, pimenta e limão (para temperar antes de servir). Algumas receitas podem adicionar uma pequena porção de vinho branco, muitas vezes acompanhado de pão.
As amêijoas à Bulhão Pato foram um dos candidatos finalistas às 7 Maravilhas da Gastronomia portuguesa.